# Relations entre l'Équateur et l'Union européenne
Les relations entre l'Équateur et l’Union européenne reposent principalement sur la coopération dans le dialogue politique et économique. L'Union encourage une amélioration des dépenses du gouvernement équatorien en matière sociale et soutient la compétitivité et l'entrée sur le marché des petites et moyennes entreprises équatoriennes.
Les relations avec l'Union remontent à l'accord-cadre de coopération régional de 1993 avec les États faisant partie de la Communauté andine et la déclaration de Rome de 1996. Les relations ont été renforcées par la signature d'un accord de coopération et de dialogue régional en 2003.

## Sources

## Compléments